# Szántó kollégium
A Szántó kollégium a Pécsi Tudományegyetem egyik kollégiuma Pécsen. A volt Építőipari Vállalat szállóját ("C" ép. 1991-ben, "A" ép. 1993-ban) belső erőkkel, házilagos kivitelezésben újította fel az egyetem. 1999-ben önerőből 11 férőhely kialakítása történt meg. Az 1998-ban átadott "D" épületszárnyban kétágyas szobákat alakítottak ki.
Lakhatási feltételek:
Az épületben 868 férőhely van. A két régi épület 6-6 szintes, teljesen egyforma, sematikus kialakítású. A három épületszárnyban 49 db kétágyas, 255 db három-ágyas és 1 db ötágyas lakószoba van.
- Az épület alapterülete: 12 894 m².
- Lakóterület: 6 229 m²
- Közlekedő területe: 3 505 m²
- Vizesblokk területe: 1 071 m²
- Konyha területe: 255 m²
- egyéb helyiségek területe: 1 834 m²

Közösségi célú terület: Minden szinten van külön tanulószoba (21,2 m²; 0,28 m²/fő), az új, "D" szárnyban tv-szoba és könyvtár is van.
Lakók megoszlása: Szinte valamennyi kar hallgatója megtalálható az épületben, mert 328 férőhelyre az ország különböző (bár inkább dunántúli) települési önkormányzatainak van kijelölési joga. A többi helyen elsősorban a BTK hallgatói laknak, de férőhellyel rendelkeznek az ÁJK, FEEFI, KTK karok is. A "D" épületszárnyban 22 férőhelyen az ERASMUS program keretében külföldi hallgatók laknak.

## Működő hallgatói csoportok
- Kollégiumi Bizottság (önkormányzat). A kollégisták évente választják őket. Feladata a kollégiumi lakók életének figyelemmel kísérése, összehangolása, a kollégisták életével kapcsolatban adódó problémák megoldása, programok szervezése (Szántó Na-pok) stb.
- "Négy Szoba" klub: az épület alagsorában található, kialakítója a Kollégiumi Bizottság. Célja a kollégiumi élettér kiszélesítése és a kollégisták kikapcsolódási illetve művelődési lehetőségeinek kibővítése.
- Drogprevenciós Filmklub: projektoros vetítések 40-50 fővel, utána előadások a valóságos helyzetről, a lehetőségekről, életmódokról.
- Teaház: keleti zenehallgatással és 30 féle teakóstolással egybekötött hangulatos filozófiai beszélgetések az élet értelméről.
- Történészcéh: nagy sikerű történész előadások a különböző történelmi korok csatáiról, a hadviselő felek, hadvezérek elemzései, programszervezés elsősorban történelem szakosok számára: szakestek, teaházak, tanulmányi kirándulások.
- Világjárók Klubja: két alkalommal megtartott vetítéses élménybeszámolók a világ bármely tájáról – külföldi hallgatók bevonásával.